# Mundybaš (fiume)
Il Mundybaš (in russo  Мундыбаш?) è un fiume della Russia siberiana orientale, tributario di destra della Kondoma. Scorre nel rajon Taštagol'skij dell'oblast' di Kemerovo.
Il fiume scende dal monte Mustag (nella Gornaja Šorija) e scorre per lo più in direzione nord-occidentale. La sua lunghezza è di 120 km; il bacino è di 2 280 km². Sfocia nel Kondoma a 102 km dalla foce, nella cittadina di Mundybaš.

## Ittiofauna
Il fiume è popolato da: taimen, Brachymystax lenok, temolo, pesce persico, acerina, luccio, bottatrice, leucisco, rutilo, Phoxinus, gobione, salmerino, Cobitis e Cottus gobio siberiano.